# Painting and Patronage

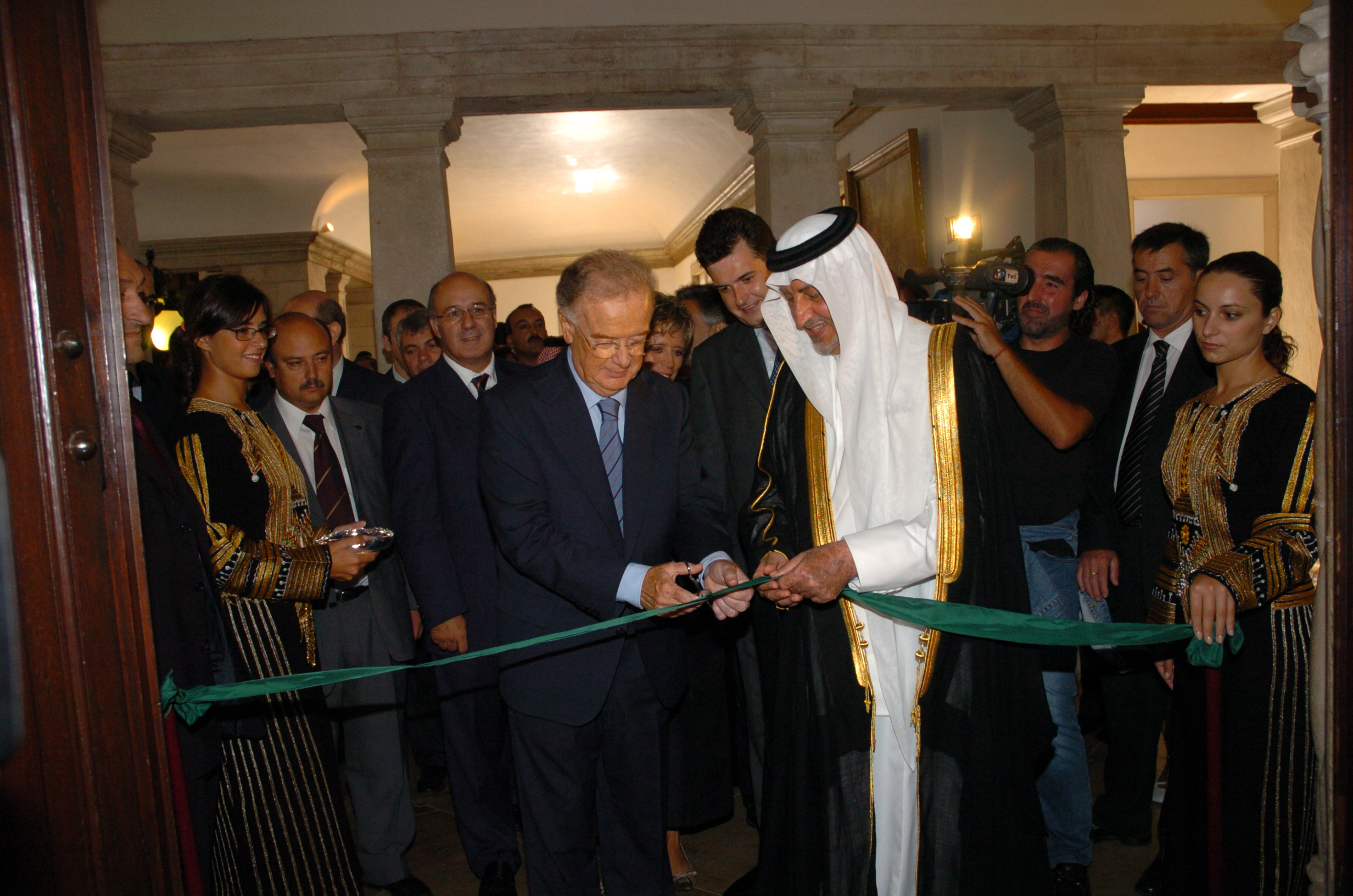
El presidente Jorge Sampaio de Portugal y el príncipe Khalid Al-Faisal inauguran la exposición de Sintra "Pintura y mecenazgo".

Painting and Patronage es un destacado programa cultural y artístico de intercambio entre Arabia Saudita y la comunidad internacional. Fue fundado en 1999 por el Príncipe Khalid Al-Faisal, hijo del fallecido rey Fahd bin Abdelaziz. La organización está presidida por Anthony Bailey. 
La actividad principal es la construcción de puentes culturales de conocimiento artístico y educacional entre el mundo árabe y el mundo occidental a través de un mayor nivel de entendimiento entre las diversas culturales y tradiciones. 
El primer proyecto de Painting and Patronage se hizo en Banqueting House de Londres en junio de 2000 bajo el patronazgo del Príncipe de Gales y el Príncipe Khalid Al-Faisal y consistió principalmente de una exposición de acuarelas y cuadros de óleo realizados por ambos príncipes. Un Colegio de Verano con acceso gratuito, fue construido entre la Fundación del Príncipe y la Fundación del Rey Faisal, con el patrocinio de las empresas británicas BAE Systems y Shell. A cambio se llevó a cabo una exposición en Riad en 2001 a la cual asistieron ambos príncipes. Este evento bilateral fue uno de los más grandes intercambios artísticos entre el Reino Unido y Arabia Saudita. La Reina Isabel II visitó la exposición en Londres y la exposición en Riad fue inaugurada por el Rey Abdalá Bin Abdelaziz de Arabia Saudita. 
El tercer proyecto de Painting and Patronage tuvo lugar entre Arabia Saudita y Portugal y en el figuran obras del Príncipe Khalid Al-Fasal, esa iniciativa seguía el mismo formato que las de Londres y Riad. El proyecto contó con el alto patronazgo del Presidente de la República Portuguesa Jorge Sampaio quien lo inauguró oficialmente en el Palacio Nacional de Sintra. La cuarta iniciativa se hizo en Riad en 2007. Consistió en una gran exposición de artistas contemporáneas de paisajes y fue inaugurado por el Príncipe Heredero Sultán Bin Abdelaziz y la ministra Portuguesa Isabel Pires de Lima. 
En 2007 Painting and Patronage contó con el Alto Patronazgo del Rey de Arabia Saudita y es una iniciativa real que sigue con planes de más intercambios con otros países incluyendo Brasil en 2008.